# Canton d'Issoudun-Sud
Le canton d'Issoudun-Sud est une ancienne division administrative française, située dans le département de l'Indre, en région Centre-Val de Loire.
À la suite du redécoupage cantonal de 2014, le canton a été supprimé en mars 2015.
Les communes de Bommiers, Brives, Condé, Meunet-Planches, Neuvy-Pailloux, Pruniers, Saint-Aubin et Thizay dépendent désormais du canton de La Châtre ; alors que les communes d'Ambrault, Sainte-Fauste et Vouillon dépendent désormais du canton d'Ardentes ; ainsi que les communes de Chouday, Issoudun et Ségry dépendent désormais du canton d'Issoudun.

## Géographie
Ce canton était organisé autour de la commune d'Issoudun, dans l'arrondissement éponyme. Il se situait dans l'est du département.
Son altitude variait de 122 m (Issoudun) à 206 m (Ambrault).

## Histoire
Le canton fut créé en 1801, sous le nom d' « Issoudun-Couchant, ». Ce n'est qu'en 1830, que le canton fut renommé « Issoudun-Sud ».
Il a été supprimé en mars 2015, à la suite du redécoupage cantonal de 2014.

## Représentation

### Conseillers généraux de 1833 à 2015
| Période                                  | Période           | Identité                                              | Étiquette     | Qualité |
| ---------------------------------------- | ----------------- | ----------------------------------------------------- | ------------- | --- |
| 1833                                     | 1848              | Jean Thabaud-Linetière                                | ?             | Député de l'Indre (1830-1837, 1846-1848) Maire d'Issoudun (1817-1821, 1830-1833, 1847-1848) Militaire                                                      |
| 1848                                     | 1852              | Augustin Louis Guignard                               | ?             | Maire de Mareuil Avoué à Issoudun |
| 1852                                     | 1858              | Paul Baucheron de Lécherolles                         | ?             | Maire de Mâron |
| 1858                                     | 1867,             | Théophile Daussigny (1813-1867) (gendre du précédent) | ?             | Maire d'Issoudun (1852-1867) |
| 1867                                     | 1871              | Paul Barré de Lépinière                               | ?             | Juge au Tribunal civil d'Issoudun |
| 1871                                     | 1874              | Augustin Guignard                                     | ?             | Maire d'Issoudun (1870-1874) |
| 1874                                     | 1877              | Henri Barrault                                        | Républicain   | Maire d'Issoudun (1879-1880) Agriculteur |
| 1877                                     | 1881              | Charles Cotard                                        | Républicain   | Maire de Ségry Nommé directeur de la Compagnie des Chemins de Fer de Smyrne (Turquie) Ingénieur civil                                                      |
| 1881                                     | 1898              | Arthur Brunet                                         | Républicain   | Sénateur de l'Indre (1891-1900) Président du conseil général de l'Indre(1892-1900) Maire d'Issoudun (1888-1892), conseiller d'arrondissement Vétérinaire   |
| 1898                                     | 1904              | Auguste Bonjour-Perrochon                             | Républicain   | Maire d'Issoudun (1899-1904) Parcheminier |
| 1904                                     | 1910              | Victor Coudereau                                      | Radical       | Viticulteur Suppléant du juge de paix à Issoudun |
| 1910                                     | 1910 (annulation) | Lucien Dumont                                         | PRS           | Médecin Directeur de clinique à Issoudun |
| Février 1911                             | 1919              | Lucien Dumont                                         | PRS           | Député de l'Indre (1913-1919) Médecin Directeur de clinique à Issoudun                                                                                     |
| 1919                                     | 1928              | Henri Jamet (1893-1948)                               | SFIO puis PRS | Maire d'Issoudun (1919-1928) Vétérinaire |
| 1928                                     | 1940              | Henri Mérillac (1877-1940)                            | SFIO          | Maire d'Issoudun (1929-1940) Professeur d'Anglais au collège d'Issoudun                                                                                    |
|                                          |                   |                                                       |               | |
| 1945                                     | 1947              | Raoul Parpais (1890-1947)                             | SFIO          | Député de l'Indre (1945-1946) Professeur de cours complémentaire Instituteur                                                                               |
| 1947                                     | 1951              | Maurice Vallé (1904-1990)                             | SFIO          | Maire d'Issoudun (1947-) Artisan mégissier |
| 1951                                     | mars 1970         | Georges Allilaire (1911-2001)                         | DVD           | Notaire à Issoudun Agriculteur à la Baricole à Éguzon |
| mars 1970                                | mars 1976         | Julien Saint-Paul (1921-1996)                         | RI            | Maire d'Issoudun (1971-1977) Vétérinaire, ancien résistant, suppléant du député Maurice Tissandier                                                         |
| mars 1976                                | mars 2004         | André Laignel                                         | PS            | Secrétaire d'État (1988-1993) Député de l'Indre (1981-1988) Président du conseil général de l'Indre (1979-1985) Maire d'Issoudun depuis 1977 Universitaire |
| mars 2004                                | mars 2015         | Michel Bougault,                                      | PS            | Adjoint au maire d'Issoudun Élu en 2015 dans le nouveau canton d'Issoudun Comptable                                                                        |
| Les données manquantes sont à compléter. |                   |                                                       |               | |

### Résultats électoraux
- Élections cantonales de 2001 : André Laignel (PS) est élu au 1er tour avec 50,22 % des suffrages exprimés, devant Guy Nugier (Divers droite) (31,79 %), Jean-Charles Paillard (VEC) (9,45 %) et Jean-Pierre Leroux (FN) (5,53 %). Le taux de participation est de 70,51 % (6 117 votants sur 8 675 inscrits)[7].
- Élections cantonales de 2008 : Michel Bougault (PS) est élu au 1er tour avec 53,8 % des suffrages exprimés, devant Brigitte Colson (UMP) (34,39 %), Norbert Potier (Divers gauche) (6,7 %) et Eugénie Lemaître (FN) (5,11 %). Le taux de participation est de 67,64 % (5 987 votants sur 8 851 inscrits)[9].

### Conseillers d'arrondissement (de 1833 à 1940)
Le canton d'Issoudun Sud avait trois conseillers d'arrondissement.
| Période                                  | Période      | Identité                                           | Étiquette     | Qualité |
| ---------------------------------------- | ------------ | -------------------------------------------------- | ------------- | --- |
| 1833                                     | 1834 (décès) | Louis Guillaume Baucheron de Boissoudy (1772-1834) |               | Maire d'Issoudun (1811-1834)                                                                                |
| 1833                                     | 1848         | Louis Antoine Thabaud (1781-1861)                  |               | Propriétaire à Issoudun                                                                                     |
| 1833                                     | 1848         | Pierre Thabaud des Houlières (1802-1849)           |               | Substitut du Procureur du Roi, propriétaire à Issoudun                                                      |
| 1834                                     | 1848         | Vincent Daussigny (1785-1858)                      |               | Propriétaire à Issoudun                                                                                     |
|                                          |              |                                                    |               | |
| 1877                                     | 1878         | Évariste Thévenin                                  | Républicain   | Journaliste, élu en 1878 conseiller général du canton d'Issoudun-Nord                                       |
|                                          |              |                                                    |               | |
|                                          | 1882         | Arthur Brunet                                      | Républicain   | Vétérinaire à Issoudun                                                                                      |
|                                          |              |                                                    |               | |
|                                          | 1896 (décès) | Jacques Célestin Maurin                            |               | Propriétaire à Issoudun                                                                                     |
| 1895                                     |              | Léger Bugeard                                      |               | |
| 1895                                     |              | M. Foulachon                                       |               | |
|                                          |              |                                                    |               | |
| 1919                                     | 1940         | Louis Gaillard (1865-1943)                         | SFIO-Soc.ind. | Vigneron propriétaire Conseiller municipal d'Issoudun                                                       |
| 1925                                     | 1938 (décès) | Arthur Surtel (1862-1938)                          | Soc.ind.      | Agriculteur à Neuvy-Pailloux                                                                                |
| 1931                                     | 1940         | Bertrand Pasquet (1875-1958)                       | SFIO-Soc.ind. | Cultivateur Conseiller municipal de Bommiers (1912-1945)                                                    |
| 1940                                     |              |                                                    |               | Les conseils d'arrondissement ont été suspendus par la loi du 12 octobre 1940 et n'ont jamais été réactivés |
| Les données manquantes sont à compléter. |              |                                                    |               | |

## Composition
Le canton d'Issoudun-Sud était composé de quatorze communes, dont une fraction cantonale de la commune d'Issoudun.
- Ambrault
- Bommiers
- Brives
- Chouday
- Condé
- Issoudun
- Meunet-Planches
- Neuvy-Pailloux
- Pruniers
- Saint-Aubin
- Sainte-Fauste
- Ségry
- Thizay
- Vouillon

## Démographie

### Évolution démographique
| 1990   | 1999   | 2006   | 2012   |
| ------ | ------ | ------ | ------ |
| 14 223 | 11 972 | 12 492 | 11 985 |

### Âge de la population
La pyramide des âges, à savoir la répartition par sexe et âge de la population, du canton d'Issoudun-Sud en 2009 ainsi que, comparativement, celle du département de l'Indre la même année sont représentées avec les graphiques ci-dessous.
La population du canton comporte 50,3 % d'hommes et 49,7 % de femmes. Elle présente en 2009 une structure par grands groupes d'âge légèrement plus jeune que celle de la France métropolitaine.
Il existe en effet 123 jeunes de moins de 20 ans pour cent personnes de plus de 60 ans, soit un indice de jeunesse de 1,23, alors que pour la France cet indice est de 1,06. L'indice de jeunesse du canton est également supérieur à celui  du département (0,67) et à celui de la région (0,95).
| Hommes | Classe d’âge | Femmes |
| ------ | ------------ | ------ |
| 0,3    | 90 ans ou +  | 0,9    |
| 6,0    | 75 à 89 ans  | 8,7    |
| 13,8   | 60 à 74 ans  | 13,5   |
| 20,2   | 45 à 59 ans  | 18,9   |
| 25,0   | 30 à 44 ans  | 23,3   |
| 12,9   | 15 à 29 ans  | 13,7   |
| 21,8   | 0 à 14 ans   | 21,1   |

| Hommes | Classe d’âge | Femmes |
| ------ | ------------ | ------ |
| 0,5    | 90 ans ou +  | 1,6    |
| 9,6    | 75 à 89 ans  | 13,8   |
| 17,0   | 60 à 74 ans  | 17,5   |
| 22,1   | 45 à 59 ans  | 20,6   |
| 19,2   | 30 à 44 ans  | 17,8   |
| 15,0   | 15 à 29 ans  | 13,6   |
| 16,6   | 0 à 14 ans   | 15,1   |